# Guilherand-Granges

Guilherand-Granges este o comună în departamentul Ardèche din sud-estul Franței. În 1 ianuarie 2022 avea o populație de 11.277 de locuitori.